# Горные марийцы

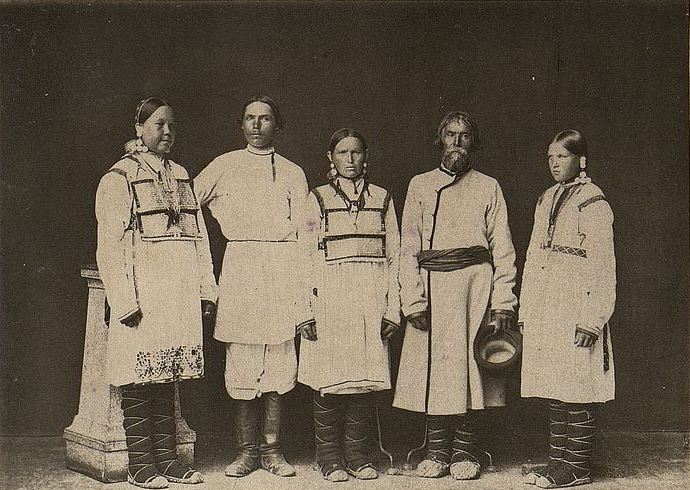
Горные марийцы, 1870.

Го́рные мари́йцы (горномар. кырык мары, луговомар. курык марий) — компактно расселённая этнолингвистическая группа марийцев, проживающая в основном на западе Марий Эл, а также в Нижегородской и Кировской областях России.

## Расселение и численность
Группа сформировалась в IX—XVI вв. на территории междуречья Суры и Большой Сундырки (правобережье Волги) и в бассейнах рек Ветлуга, Рутка, Арда и Парат (левобережье Волги) вследствие сужения внутриэтнических хозяйственных связей с основной частью мари, расселившихся в левобережье Волги. Горных марийцев объединяет общность происхождения, культуры, языка, социально-экономической истории, менталитета, ярко выражено этническое самосознание. В то же время по совокупности культурных признаков и общности исторической жизни горные марийцы вместе с луговыми, северо-западными и восточными составляют единый марийский народ.
По некоторым оценкам численность горных марийцев составляет около 135 тыс. человек из более чем 700 тыс. марийцев (около 20 % от них). По данным Всероссийской переписи населения 2002 как «горные марийцы» (кырык мары) себя идентифицировали 18 515 чел. (в том числе 17 715 — в Марий Эл) из 604 298 марийцев (или 3 % от них), что говорит об устоявшейся традиции (приверженности) называть себя за пределами Горномарийского района единым наименованием народа — «марийцы».
Основные районы расселения горных марийцев в Марий Эл: Горномарийский район (25,6 тыс. марийцев или 87,7 % от общей численности населения района, 2002 г.) с центром в городе Козьмодемьянск, в основном, на правобережье Волги, а также левобережные Юринский и Килемарский район (7,8 тыс. марийцев в обоих) — всего 33,4 тыс. марийцев в 3-х районах (61 %).
Также горные марийцы проживают на северо-востоке Нижегородской области (8 тысяч в Воротынском районе), на юго-западе Кировской области (в Яранском районе, а также в других районах, соседствуя с лугово-восточными марийцами).

## Этноним
Этноним горные черемисы русского происхождения. По древнерусской традиции, население холмистого правобережья Волги называлось горными людьми.

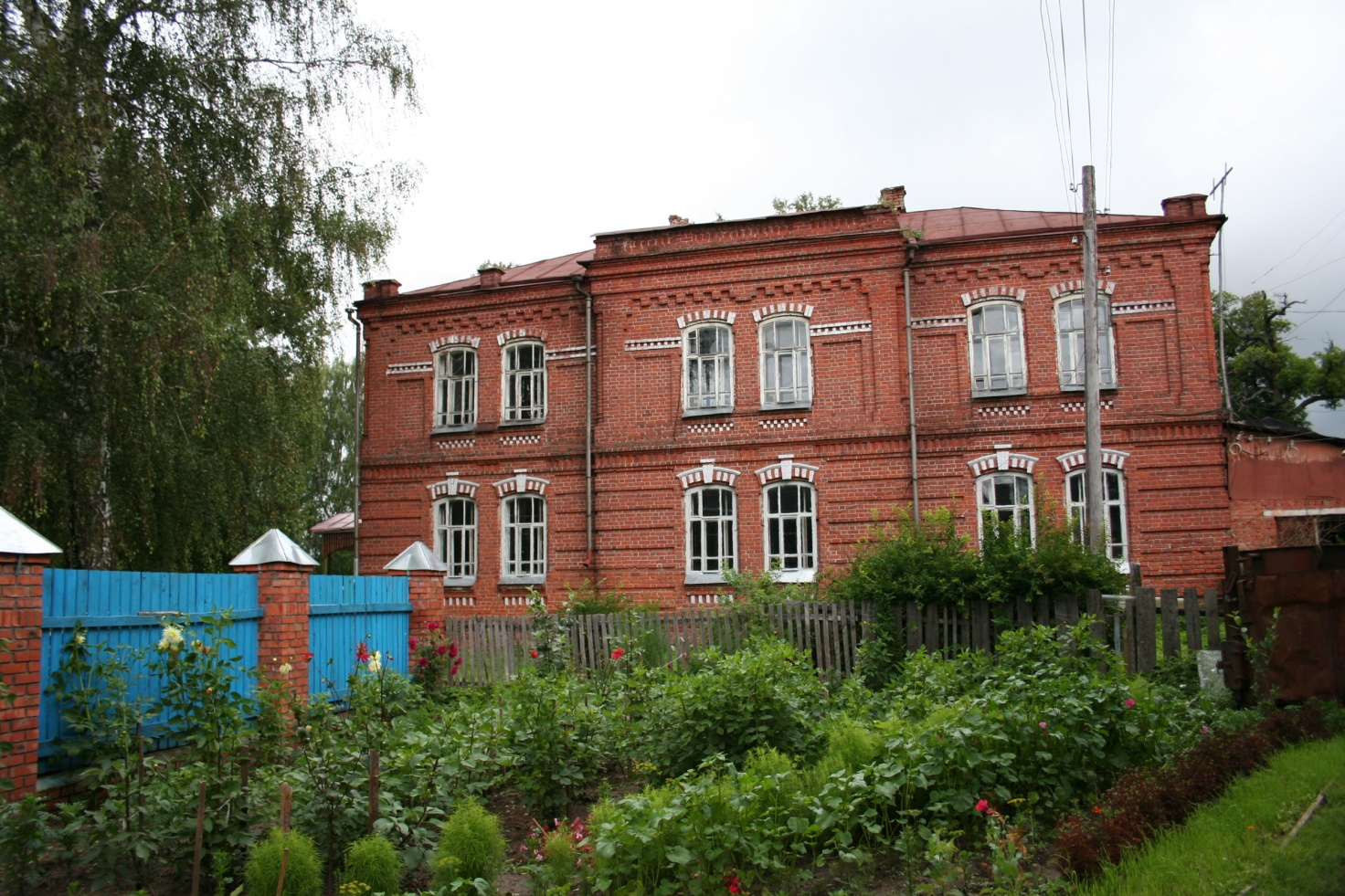
Новая Слобода. Сурская школа. Открыта в 1867 году как черемисская школа при Михайло-Архангельском мужском монастыре

## История
Различия между горными и луговыми мари стали проявляться с IX—XI вв. На формирование горномарийской этнокультурной общности большое влияние оказали чуваши и русские, политические события, связанные с присоединением Марийского края к России.

## Субгруппы
В составе этнографической группы различаются небольшие «земляческие», по месту жительства, подгруппы: в правобережье — «шурмары» (сурские), «кушырмары» (кушергские), «шошмары» (еменгашские), «марламары» (еласовские), «суасламары» (живущие в соседстве с чувашами); в левобережье — «лесные» (кожла мары), «ветлужские» (вӹтлӓ мары), «ардинские» (арде мары), «руткинские» (рӹде мары) и др.

## Письменность
Первый достоверный текст на кириллице на горномарийском языке относится к 1767 году. Он написан учениками-горными черемисами Казани в стиле хвалебной оды в честь приезда императрицы Екатерины II в Казань:
Тыни мямнамъ моцъ куце ямше эдемгане.

Тынь мямнам тумтушецъ куце тынинъ эргецкане.

Тынь мямнам шицъ кодо шкемя сталан туменена.

Тыделянлин — пуже Юма шулкмъ тлянетъ келесена.

Есть предположения, что в то же время письмотворчеством занимались и ученики-марийцы в Нижнем Новгороде.